# دابونغ
دابونغ (المعروفة أيضًا باسم دابونغو أو دابانغو) هي مدينة في شمال توغو ومقر محافظة تون في منطقة سافانيس ، وعاصمتها أيضًا. كان عدد سكانها 58.071 في تعداد 2010. تقع على بعد 638 كم شمال العاصمة لومي بالقرب من الحدود مع بوركينا فاسو.

## الإقتصاد
تلعب دورًا استراتيجيًا في تجارة غرب إفريقيا لأنها تحتل مكانًا متميزًا لنقل البضائع إلى بوركينا فاسو وبنين والنيجر. وبالتالي فإن الاقتصاد المحلي هو أحد أهم الاقتصاديات في توغو. والمركز الاقتصادي للمدينة هو السوق الذي يضم العديد من المتاجر التي تبيع الأقمشة والدخن والأغنام. المصادر الرئيسية للدخل تأتي من التصنيع الحرفي ، والتجارة والثروة الحيوانية ، والزراعة (بما في ذلك القطن والدخن والذرة والطماطم (موسم الجفاف أو ضد الموسم) وزراعة الجاتروفا. منذ العقد الأول من القرن الحادي والعشرين ، تكثفت زراعة الطماطم حول التصدير إلى لومي كمية كبيرة من إنتاجها.

## البنية التحتية
مع تزويدها بالكهرباء من سد أكوسومبو ، تواجه المدينة صعوبات كبيرة في الصرف الصحي والمياه والصحة العامة.

## التعليم
يوجد في دابونغ العديد من المدارس العامة ، بما في ذلك نسابله المدرسة الثانوية.

## التركيبة السكانية
يسكن داباونغ في الغالب من قبل موبا وجورما وموسي وفولاني. تقع أبرشية الروم الكاثوليك في داباونغ في المدينة.

## المشاهير
- دجيني داكونام ، لاعب كرة قدم.